# Shishmaref
Shishmaref (en ruso: Шишмарёв) es una ciudad ubicada en el Área censal de Nome en el estado estadounidense de Alaska. En el Censo de 2010 tenía una población de 563 habitantes y una densidad poblacional de 29,92 personas por km².

## Geografía
Shishmaref se encuentra en las coordenadas 66°14′6″N 166°7′9″O / 66.23500, -166.11917. Según la Oficina del Censo de los Estados Unidos, Shishmaref tiene una superficie total de 18.82 km², de la cual 5.76 km² corresponden a tierra firme y (69.4%) 13.06 km² es agua.

## Demografía
Según el censo de 2010, había 563 personas residiendo en Shishmaref. La densidad de población era de 29,92 hab./km². De los 563 habitantes, Shishmaref estaba compuesto por el 3.55% blancos, el 0% eran afroamericanos, el 94.85% eran amerindios, el 0.36% eran asiáticos, el 0% eran isleños del Pacífico, el 0% eran de otras razas y el 1.24% pertenecían a dos o más razas. Del total de la población el 0.18% eran hispanos o latinos de cualquier raza.